# تپه میر سید عمر
تپه میر سید عمر مربوط به دوره ساسانیان - دوران‌های تاریخی پس از اسلام است و در جالق ـ شمال غربی واقع شده و این اثر در تاریخ ۱ اردیبهشت ۱۳۴۵ با شمارهٔ ثبت ۱۰۳۱ به‌عنوان یکی از آثار ملی ایران به ثبت رسیده است.